# Hololepta lucida
Hololepta lucida är en skalbaggsart som beskrevs av J. E. Leconte 1845. Hololepta lucida ingår i släktet Hololepta och familjen stumpbaggar. Inga underarter finns listade i Catalogue of Life.